# Aeschropteryx
Aeschropteryx là một chi bướm đêm thuộc họ Geometridae.